# メカクローム
メカクローム (Mecachrome International) は、フランスの自動車・航空部品メーカー。1937年創業。
近年はモータースポーツとの関係が深く、中でもルノーF1との関係は密接であるが、他のF1コンストラクターであるフェラーリやBMWザウバーのために重要なエンジン部品も製造している。

## 航空部門
航空部門ではエアバス、ボーイングなどの航空機メーカーはもちろんのこと、ロールス・ロイス、SAAB、ダッソーなどとも取引関係がある。

## モータースポーツ

### F1
メカクロームは、以前からルノーエンジンのカスタマー供給を請け負っていた。1996年末にルノーF1エンジン開発部門の売却を受けた。そしてルノーが撤退した1998年以降、復帰する2000年までエンジンを供給した。エンジンはルノーが1997年にウィリアムズとベネトンに供給したRS9がベースとなっている。

### 供給チーム
- ウィリアムズ（1998年・メカクローム名義、1999年・スーパーテック名義）
- ベネトン（1998年-2000年・プレイライフ名義）
- B・A・R（1999年・スーパーテック名義）
- アロウズ（2000年・スーパーテック名義）

### その他
2005年から始まった、国際F3000に代わって開始されたGP2（2017年からFIA F2選手権に改称）に供給されているルノー製エンジン（2011年からメカクローム単独）の供給やメンテナンスを請け負っている。また2010年 - 2018年にかけて開催されたGP3（2013年 - 2015年は除く）や、その後継として2019年より発足するFIA F3でもワンメイクエンジンを供給している。
2021年、メカクローム社はルノーから組織変更したアルピーヌF1チームとの間でエンジンの主要部品製造と組み立てを行う契約を結んだ。
2024年からFIA 世界耐久選手権（WEC）に参戦するアルピーヌ・A424に、V634エンジンが搭載される。このエンジンをベースにアルピーヌがWEC用に大幅改良を行っている。